# Тириот, Макс
Макси́милиан Дрейк (Макс) Ти́риот (англ. Maximillion Drake «Max» Thieriot, род. 14 октября 1988, Лос-Альтос-Хиллс, Калифорния США) — американский актёр и режиссёр. С 2000-х годов снимался в ряде голливудских фильмов, включая картины «Запретная миссия» (2004), «Лысый нянька: Спецзадание» (2005), «Нэнси Дрю» (2007), «Телепорт» (2008), «Кит Киттредж: Загадка американской девочки» (2008), «Забери мою душу» (2010), «Дом в конце улицы» (2012) и «Связи нет» (2012).
С 2013 по 2017 год играл роль Дилана Массетта в драматическом телесериале канала A&E «Мотель Бейтс».

## Биография
Макс Тириот родился 14 октября 1988 года в Лос-Альтос Хиллс, штат Калифорния. Его мать Бриджет (урождённая Снайдер), а отец Джордж Камерон Тириот. У Тириота есть сестра, Фрэнки и брат, Эйдан. Со стороны отца имеет немецкое, еврейское, английское, а со стороны матери - скандинавское, ирландское, немецкое происхождение. Он был воспитан в небольшом городе Оксидентал в округе Сонома, Калифорния. Тириот получил образование в средней школе в Сономе, в городе Санта-Роза, штат Калифорния, а после учился в школе в Форествилл, (штат Калифорния), которую он закончил в 2006 году. Его предки когда-то работали в газете «San Francisco Chronicle».
Его прапрадед, Майкл Генри де Янг имел голландские и еврейские корни, он работал соучредителем газеты со своим братом Шарлем де Янг и его родственниками, Чарльзом и Ричардом Тириотом, они были издателями и редакторами газеты. Некоторые из предков Тириота, Фердинанд Мелли и Фрэнсис Харрисон (Дейд) Тириот, погибли на лайнере «SS Andrea Doria» в 1956 году.
Тириот появился в двух короткометражных фильмах, прежде чем состоялся его первый полнометражный дебют в приключенческом фильме «Запретная миссия» (2004), в котором он снялся вместе с Кристен Стюарт и Корбином Блю. После он появился в комедийном боевике «Лысый нянька: Спецзадание» (2005), где он играл одного из детей охраняемых морским пехотинцем Шэйном Вулфом, которого сыграл Вин Дизель. За эту роль он был номинирован на премию «Молодой актёр» за «Лучшую роль в художественном фильме». Далее Тириот снялся в драме «Астронавт Фармер», выпущенной 23 февраля 2007 года, а также в художественном фильме «Нэнси Дрю», выпущенном 15 июня 2007 года.
В 2008 году он сыграл молодого Дэвида в фильме «Телепорт», вместе с Хейденом Крестенсоном, Рейчел Билсон и во второй раз с Кристен Стюарт. В том же году он снялся в фильме «Кит Киттредж: Загадка американской девочки», за роль в котором он выиграл премию «Молодой актёр» в номинации «Лучший актёрский ансамбль». В 2009 году Макс Тириот снялся в эротическом триллере «Хлоя», который был выпущен 26 марта 2010 года и имел коммерческий успех. В следующем году он появился в фильме ужасов Уэса Крэйвена «Забери мою душу», заменив Генри Хоппера, сына Денниса Хоппера. Тириот играл главного героя по имени Баг, который являлся одним из семи персонажей фильма, решившем умереть.
В 2011 году он снялся в независимой комедии «Семейное древо», вместе с Дермотом Малруни и Бритт Робертсон, а после сыграл главную роль в драматическом фильме «Вечные земли». Затем он снялся вместе с Дженнифер Лоуренс в психологическом хоррор-триллере «Дом в конце улицы», который был выпущен в 2012 году. В том же году он снялся в драматическом фильме «Связи нет». В 2013 году Тириот вошёл в основной актёрский состав сериала канала A&E «Мотель Бейтс», вместе с Верой Фармигой и Фредди Хаймором . В пятом сезоне сериала состоялся его режиссёрский дебют в эпизоде «Hidden».
В 2015 году он снялся в фильме «Восстание Техаса», в роли Джона Кофи Хейса — капитана техасских рейнджеров и в фильме «На гребне волны», в роли Джеффа.

## Личная жизнь
В 2012 году Тириот обручился с Лекси Мёрфи, с которой состоял в дружеских отношениях семь лет. Он сделал ей предложение во время поездки в Карибский бассейн, а 1 июня 2013 года, они поженились в Аризоне. У пары два сына — Бо Уоррен Тириот (род. 7 декабря 2015) и Максимас Деянг Тириот (январь 2018).
Так же будучи актёром, Тириот является виноторговцем. Он вместе с друзьями детства Кристофером Стейлером и Майлзом Лоуренсом-Бриггсом, владеет виноградниками в своём родном городе Оксидентал.

## Фильмография

### Актёрские работы
| Год          |   | Русское название                           | Оригинальное название           | Роль             |
| ------------ | - | ------------------------------------------ | ------------------------------- | ---------------- |
| 2004         | ф | Запретная миссия                           | Catch That Kid                  | Гас              |
| 2005         | ф | Лысый нянька: Спецзадание                  | The Pacifier                    | Сет Пламмер      |
| 2006         | ф | Астронавт Фармер                           | The Astronaut Farmer            | Шепард Фармер    |
| 2007         | ф | Нэнси Дрю                                  | Nancy Drew                      | Нэд Никерсон     |
| 2008         | ф | Телепорт                                   | Jumper                          | молодой Дэвид    |
| 2008         | ф | Кит Киттредж: Загадка американской девочки | Kit Kittredge: An American Girl | Уилл Шеперд      |
| 2009         | ф | Только спокойствие                         | Stay Cool                       | парень Шасты     |
| 2009         | ф | Хлоя                                       | Chloe                           | Майкл Стюарт     |
| 2010         | ф | Забери мою душу                            | My Soul to Take                 | Баг              |
| 2011         | ф | Семейное дерево                            | The Family Tree                 | Эрик Барнетт     |
| 2011         | ф | Вечные земли                               | Foreverland                     | Уилл Рэнкин      |
| 2012         | ф | Дом в конце улицы                          | House at the End of the Street  | Райан            |
| 2012         | ф | Жёлтый                                     | Yellow                          | молодой Навелл   |
| 2012         | ф | Связи нет                                  | Disconnect                      | Кайл             |
| 2012         | с | Тёмный конь                                | Dark Horse                      | Картер Хэндерсон |
| 2013—2017    | с | Мотель Бейтс                               | Bates Motel                     | Дилан Массетт    |
| 2015         | ф | На гребне волны                            | Point Break                     | Джефф            |
| 2015         | с | Восстание Техаса                           | Texas Rising                    | Джон Кофи Хейз   |
| 2017—2022    | с | Спецназ                                    | SEAL Team                       | Клэй Спенсер     |
| 2022 — н. в. | с | Страна пожаров                             | Fire Country                    | Боде Донован     |

### Режиссёрские работы
| Год  | Русское название | Оригинальное название | Роль     | Примечания         |
| ---- | ---------------- | --------------------- | -------- | ------------------ |
| 2017 | Мотель Бейтс     | Bates Motel           | режиссёр | эпизод: «Hidden»   |
| 2020 | Спецназ          | SEAL Team             | режиссёр | эпизод: «Drawdown» |

## Награды и номинации
Список приведён в соответствии с данными сайта IMDb.
| Год  | Награда                                                     | Работа                                     | Результат | Ист.   |
| ---- | ----------------------------------------------------------- | ------------------------------------------ | --------- | ------ |
| 2006 | Премия Молодой актёр за лучшую роль в художественном фильме | Лысый нянька: Спецзадание                  | Номинация | [ 27 ] |
| 2009 | Премия Молодой актёр за лучший актёрский ансамбль           | Кит Киттредж: Загадка американской девочки | Победа    | [ 28 ] |